# Флуоксетин

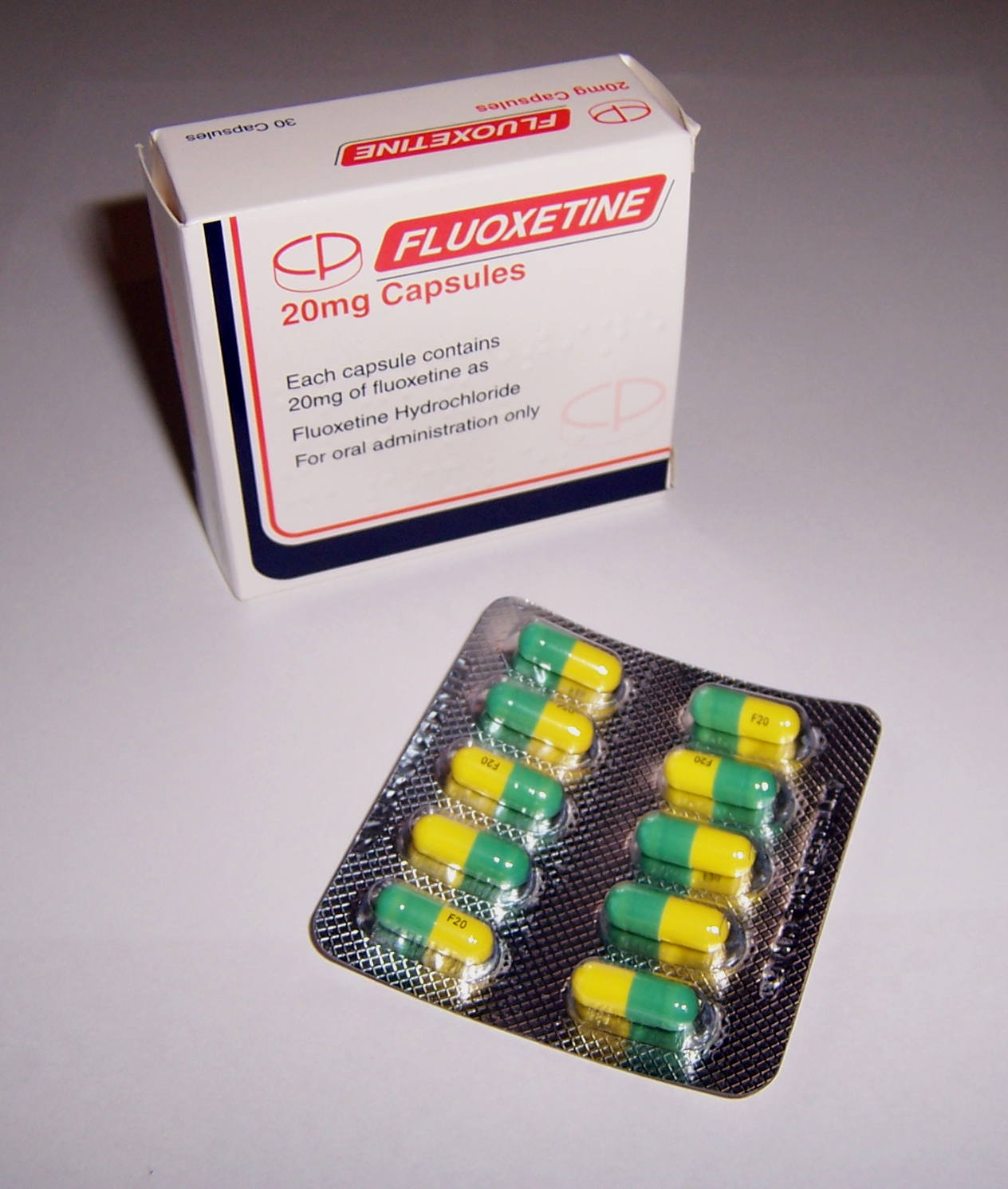
Упаковка флуоксетина в капсулах дозировкой 20 мг.

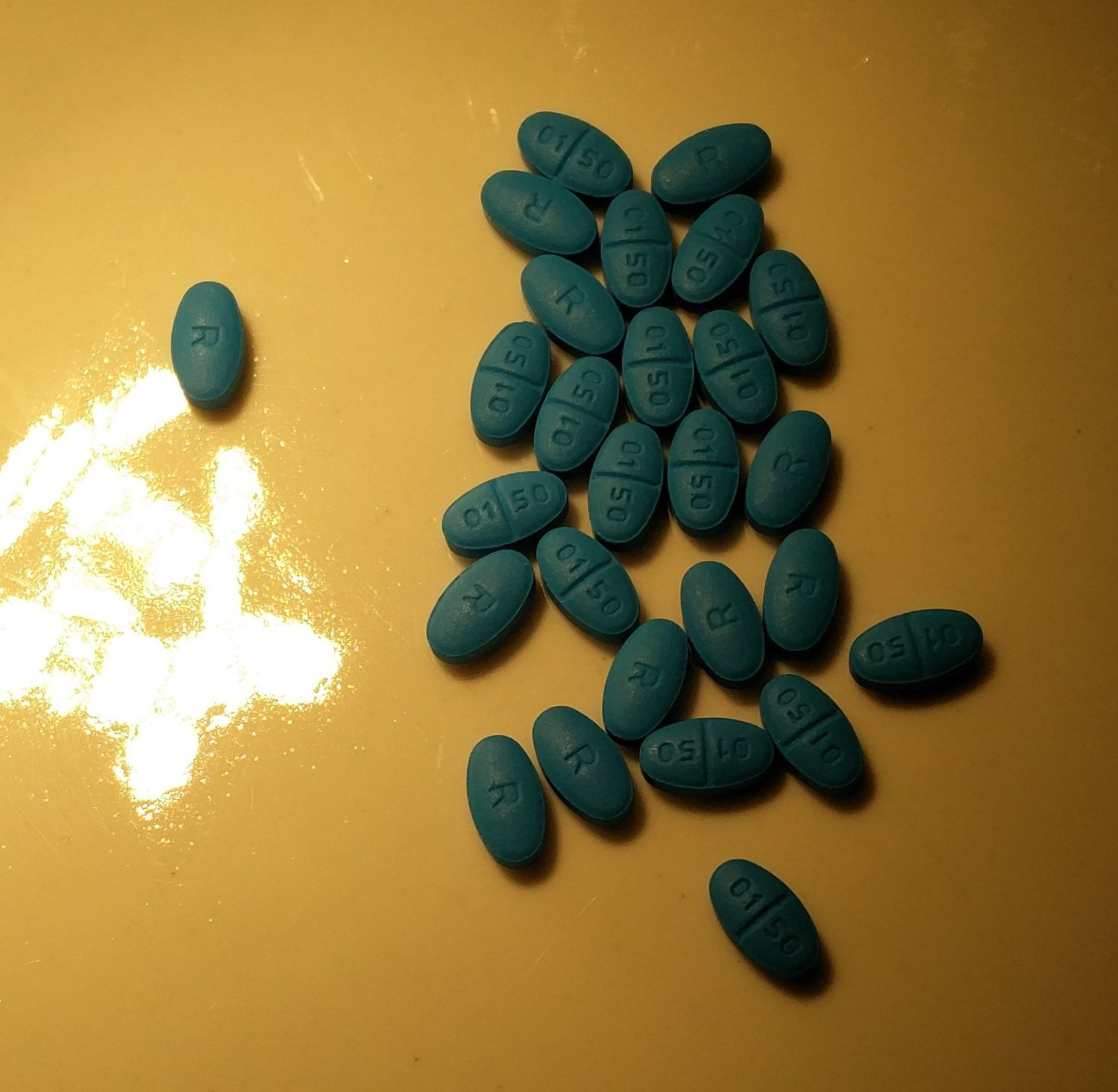
Таблетки флуоксетина дозировкой 10 мг.

Флуоксети́н (лат. Fluoxetinum) — антидепрессант, представитель группы селективных ингибиторов обратного захвата серотонина. Антидепрессивное действие сочетается у него с психостимулирующим. Улучшает настроение, снижает напряжённость, тревожность и чувство страха, устраняет дисфорию. Не вызывает ортостатической гипотензии, седативного эффекта, не кардиотоксичен. Обладает анорексигенным свойством, которое применяется в медицине с целью борьбы с клинической нервной булимией.
Флуоксетин предпочтителен при депрессиях, протекающих с моторной заторможенностью и гиперсомнией, он может плохо переноситься пациентами с психомоторным возбуждением, с тревогой и бессонницей — такого рода симптоматику он способен усугублять.
Флуоксетин был впервые зарегистрирован в 1974 году учёными из Eli Lilly and Company. Он был представлен Управлению по санитарному надзору за качеством пищевых продуктов и медикаментов США в феврале 1977 года. Eli Lilly получила окончательное разрешение на продажу препарата в декабре 1987 года. Флуоксетин вышел из-под патентной защиты в августе 2001 года.
К 2011 году, несмотря на то что на фармакологическом рынке появилось много антидепрессантов, флуоксетин занимал лидирующие позиции. Так, в США в 2010 году было выписано свыше 24,4 миллиона рецептов на флуоксетин, что сделало его третьим по популярности выписанным антидепрессантом после сертралина и циталопрама. В 2011 году в Великобритании было выписано 6 миллионов рецептов на флуоксетин.

## Фармакологическое действие
Флуоксетин — антидепрессант (бициклический, производное 1-пропиламина), принадлежащий к селективным или избирательным ингибиторам обратного захвата серотонина (5-HT) в синапсах нейронов ЦНС. Mало влияет на обратный захват норадреналина и дофамина. Слабо действует на холинергические, Н1-гистаминовые рецепторы и α-адренорецепторы. Флуоксетин способствует повышению концентрации серотонина в структурах головного мозга, что увеличивает длительность стимулирующего действия серотонина на нервную систему. Повышая серотонинергическую передачу, по механизму отрицательной обратной связи ингибирует обмен нейромедиатора. При длительном применении понижает активность 5-НТ1-рецепторов. Блокирует также обратный захват серотонина в тромбоцитах.

## Фармакокинетика
При приёме внутрь хорошо всасывается из ЖКТ (до 95 % принятой дозы), применение с пищей незначительно тормозит всасывание флуоксетина. Эффект «первого прохождения» через печень слабо выражен. Cmax в плазме крови достигается через 6—8 ч. Биодоступность флуоксетина после приёма внутрь составляет более 60 %. Препарат хорошо накапливается в тканях, легко проникает через ГЭБ. Связывание с белками плазмы крови — более 90 %. В печени энантиомеры деметилируются при участии изофермента CYP2D6 цитохрома Р450 до норфлуоксетина и других неидентифицированных метаболитов, причём S-норфлуоксетин по активности равен R- и S-флуоксетину и превосходит R-норфлуоксетин. Выводится почками, клиренс флуоксетина — 94-704 мл/мин, норфлуоксетина — 60—336 мл/мин. Недостаточность почек не оказывает заметного влияния на скорость выведения флуоксетина. Около 12 % препарата выделяется через ЖКТ. Период полувыведения (T1/2) флуоксетина составляет 1—3 сут после однократного приёма и 4—6 сут при длительном введении. T1/2 норфлуоксетина — 4—16 сут в обоих случаях, что вызывает значительную кумуляцию веществ, медленное достижение их равновесного уровня в плазме и длительное присутствие в организме после отмены. У больных с циррозом печени T1/2 флуоксетина и его метаболитов удлиняется. Выводится в течение 1 недели в основном почками (80 %): в неизменённом виде — 11,6 %, в виде глюкуронида флуоксетина — 7,4 %, норфлуоксетина — 6,8 %, глюкуронида норфлуоксетина — 8,2 %, более 20 % — гиппуровой кислоты, 46 % — других соединений; 15 % выводится кишечником. При нарушении функции почек выведение флуоксетина и его метаболитов замедляется. При гемодиализе не выводится (из-за большого объёма распределения и высокой степени связывания с белками плазмы). Препарат выделяется с грудным молоком (до 25 % от концентрации в сыворотке крови).
Особенностями фармакокинетики флуоксетина объясняется тот факт, что его побочные эффекты могут сохраняться более длительное время, чем у других СИОЗС; риск развития серотонинового синдрома на фоне лекарственных взаимодействий также выше. Поскольку фармакокинетика флуоксетина носит нелинейный характер, повышение его дозы приводит к непропорциональному повышению уровня препарата в крови, соответственно к непропорционально выраженному клиническому действию и таким же непропорционально выраженным проявлениям побочных эффектов.

## Применение

### Показания
Депрессии (независимо от степени депрессивного расстройства — слабая, умеренная, тяжёлая), в том числе в структуре других психических расстройств — шизофрении, шизоаффективных психозов.
Нервная булимия, алкоголизм, навязчивые состояния.
Флуоксетин особенно эффективен с оланзапином и производится в комбинации с ним под названием Симбиакс для лечения биполярных депрессивных эпизодов и резистентных депрессий.

### Противопоказания
Гиперчувствительность к препарату, заболевания печени, хроническая почечная недостаточность (клиренс креатинина менее 10 мл/мин.), атония мочевого пузыря, глаукома, доброкачественная гиперплазия предстательной железы, декомпенсированная эпилепсия, судорожные реакции в анамнезе, сахарный диабет, суицидальная настроенность, маниакальные состояния (как на текущий момент, так и в анамнезе), отравления алкоголем, психотропными препаратами и другими лекарственными средствами, беременность, кормление грудью, возраст менее 15 лет.

### C осторожностью
Компенсированные почечная и/или печёночная недостаточность, заболевания сердечно-сосудистой системы, болезнь Паркинсона, кахексия.

## Способ применения
Внутрь; при депрессии начальная доза — 20 мг/сут. 1 раз, утром; при необходимости еженедельно дозу увеличивают на 20 мг/сут. Максимальная суточная доза 80 мг в 2—3 приёма. При булимии — 60 мг в 3 приёма. Для пожилых пациентов суточная доза составляет 20 мг. При навязчивых состояниях 20—60 мг/сут. Поддерживающая терапия — 20 мг/сут. Курс лечения 3—4 недели, при обсессивно-компульсивных состояниях — 5 недель и более, при нервной булимии — от 3 мес. и возможен бессрочный приём при повторном лечении.

## Побочные действия
- Со стороны нервной системы: головокружение, головная боль[15], сонливость или бессонница, вялость, повышенная утомляемость, астения, бруксизм, нарушение равновесия, деперсонализация[17], раздражительность, дистония[11], акатизия[1][15], тремор, ажитация, усиление тревоги[3], нервозность[12], агрессивность[18], усиление суицидальной наклонности (свойственной больным с депрессивными расстройствами), маниакальный синдром или гипомания, эпилептические припадки[11], обострение параноидного синдрома[16].
- Со стороны пищеварительной системы: снижение аппетита, сухость во рту или гиперсаливация, тошнота, диарея, диспепсия, анорексия[11], рвота[12].
- Аллергические реакции[15][16]: кожная сыпь[12], покраснение кожи, крапивница[1].
- Сексуальная дисфункция — частый побочный эффект ингибиторов обратного захвата серотонина. В частности, он может включать в себя трудности сексуального возбуждения, эректильную дисфункцию, потерю интереса к сексу и аноргазмию (невозможность достижения оргазма). Также возможны генитальная нечувствительность[19], нарушение эякуляции[1], утраченный или сниженный ответ на сексуальные стимулы и ангедония при эякуляции. Хотя побочные эффекты в сексуальной сфере обычно обратимы, они могут длиться месяцами, годами или даже постоянно после прекращения приёма препарата[20]; такая ситуация получила название пост-СИОЗС-сексуальной дисфункции.
- Прочие: озноб, лихорадка, повышенное потоотделение, мышечная и суставная боль, васкулиты, увеличение молочных желёз или боль в них[1], гиперпролактинемия[21], гипогликемия[1], гипонатриемия[1][12], нарушение остроты зрения[15], гинекологические кровотечения, алопеция, дизурия[17], дисфония, фарингит, чувство жара[12], нарушение дыхания[1], серотониновый синдром (в высоких дозах), артропатии (редко)[16], тахикардия[1], удлинение интервала QT[22], похудение, системные нарушения со стороны лёгких, почек или печени, мидриаз.
- При применении флуоксетина (крайне редко) наблюдались случаи смертельно опасного побочного эффекта — злокачественного нейролептического синдрома, возникающего чаще всего при приёме нейролептиков[8].

### Флуоксетин и беременность
Применение СИОЗС во время третьего триместра беременности связано с симптомами отмены у новорождённых, а также с повышенным риском возникновения у них лёгочной гипертензии. Отмечались отдельные случаи церебральных кровотечений у новорождённых, матери которых получали во время беременности СИОЗС.
Возможно развитие у новорождённых, матери которых принимали во время беременности СИОЗС, синдрома плохой адаптации, проявляющегося тремором, повышением мышечного тонуса и периостальных рефлексов, толчкообразными движениями, нарушениями питания или пищеварения, раздражительностью, ажитацией, угнетением дыхания, обратимыми нарушениями сердечной проводимости. При приёме флуоксетина данный синдром развивается чаще, чем при приёме других СИОЗС; причиной этого является длительный период полувыведения как самого препарата, так и его активного метаболита.
По данным исследований, при приёме СИОЗС повышен также риск самопроизвольных абортов и преждевременных родов, повышен риск низкого веса при рождении. Однако, несмотря на ряд данных о возможном негативном влиянии СИОЗС на частоту невынашивания беременности, методологические недостатки препятствуют тому, чтобы считать этот риск доказанным.
Отмечается, что СИОЗС на позднем сроке беременности могут оказывать тератогенное действие. Высказывается утверждение, что приём флуоксетина в первом триместре беременности повышает риск нарушений развития сердца у плода, хотя эти данные не всегда подтверждаются. Ряду исследований, в которых была выявлена связь между приёмом СИОЗС и пороками развития, были присущи существенные методологические недостатки.
Есть также данные о том, что приём ингибиторов обратного захвата серотонина во время беременности может приводить к нарушениям психического развития у детей, в частности расстройствам аутистического спектра. Приём СИОЗС беременными приводит к повышенному риску развития речевых и языковых расстройств у детей.

### Синдром отмены
Как и при применении некоторых других СИОЗС и СИОЗСиН (чаще всего — при отмене пароксетина), синдром отмены может возникать в течение 1—7 дней после отмены препарата или снижения дозировки. Наиболее частым симптомом при отмене препарата является головокружение. Также может возникать тошнота или рвота, усталость, головная боль, неустойчивость походки и бессонница; реже всего развиваются тревожность, диарея, раздражительность, тремор, парестезии, зрительные нарушения. Для диагностики синдрома отмены достаточно двух или более из перечисленных симптомов.
В этих случаях необходимо более плавное снижение дозы; как правило, при этом симптомы отмены исчезают в течение 72 часов.

## Особые указания
С осторожностью применять флуоксетин у пациентов с острыми сердечно-сосудистыми заболеваниями.
При лечении больных с дефицитом массы тела следует учитывать анорексигенные эффекты (возможна прогрессирующая потеря массы тела). У больных сахарным диабетом назначение флуоксетина повышает риск развития гипогликемии, а при его отмене может возникать гипергликемия. В связи с этим доза инсулина и/или любых других гипогликемических лекарственных средств, применяемых внутрь, должна быть скорректирована.
До наступления значительного улучшения в лечении больные должны находиться под наблюдением врача.
Во время лечения флуоксетином следует воздерживаться от приёма алкоголя. С осторожностью назначают флуоксетин при видах деятельности, требующих высокой концентрации внимания и быстроты реакций.
В пожилом возрасте лечение флуоксетином следует начинать с ½ дозы.

## Передозировка
Симптомы: тошнота, рвота, состояние возбуждения, судороги, галлюцинации.
Лечение: промывание желудка, назначение активированного угля, при судорогах — анксиолитических лекарственных средств (транквилизаторов), симптоматическая терапия.

## Лекарственное взаимодействие
Проявления взаимодействий флуоксетина с другими препаратами могут наблюдаться не только во время его приёма, но и в течение 2—3 недель после его отмены:636.
Усиливает эффекты диазепама, этанола и гипогликемических лекарственных средств, трициклических антидепрессантов, тразодона, алпразолама, триазолама, бета-адреноблокаторов, карбамазепина, вальпроата натрия, фенитоина, барбитуратов. Уменьшает противотревожное действие буспирона. Не рекомендуется сочетать с тразодоном, алпразоламом, буспироном, литием, бупропионом. Изменяет концентрацию в крови лития, в результате чего усиливается риск нейротоксичности. Флуоксетин вызывает повышение уровня основного метаболита бупропиона — гидрокс-бупропиона, способное привести к клиническим проявлениям токсического влияния этого метаболита: кататонии, растерянности и возбуждению. Повышает концентрацию в крови иммунодепрессантов.
При сочетании флуоксетина с трициклическими антидепрессантами резко возрастает эффект кардиотоксичности, так как повышается концентрация трициклических антидепрессантов в крови. Не рекомендуется сочетать с имипрамином, дезипрамином, нортриптилином. Исследования показали, что стабильная концентрация имипрамина и дезипрамина в крови после добавления флуоксетина увеличивается в 2—10 раз. Даже после отмены флуоксетина этот эффект может проявиться в течение 3 недель, поскольку флуоксетин имеет большой период полувыведения.
Антидепрессанты — ингибиторы МАО не должны применяться совместно с флуоксетином из-за возможного развития серотонинового синдрома. Лечение флуоксетином можно начинать не менее чем через 14 дней после отмены необратимых ингибиторов МАО. Между окончанием лечения флуоксетином и началом терапии необратимыми ингибиторами МАО следует выдерживать промежуток не менее 5 недель, у пожилых пациентов — не менее 8 недель. Между окончанием приёма флуоксетина и началом приёма других СИОЗС необходим промежуток не менее 2 недель.
Серотониновый синдром может также возникать при сочетании антидепрессантов группы СИОЗС с кломипрамином, амитриптилином, тразодоном, буспироном, леводопой, растительными антидепрессивными препаратами, содержащими зверобой, с 5-гидрокситриптофаном, S-аденозилметионином (SAM, гептралом) и триптофаном, декстрометорфаном, трамадолом и другими опиоидными анальгетиками, карбамазепином, препаратами лития, метоклопрамидом.
Приём флуоксетина вместе с миртазапином, согласно исследованию 2009 года, в котором участвовали 105 пациентов, позволяет увеличить число пациентов, достигших длительной, устойчивой ремиссии, в 2 раза по сравнению с терапией одним препаратом. Подобные сочетания применяют при резистентных (устойчивых к лечению) депрессиях.
Одновременное применение флуоксетина и типичных нейролептиков приводит к возрастанию риска развития экстрапирамидной симптоматики и к её усилению. Не рекомендуется сочетать флуоксетин с галоперидолом (флуоксетин повышает концентрацию галоперидола в плазме крови). Может повысить также концентрацию в плазме крови клозапина. При сочетании флуоксетина с препаратами, оказывающими угнетающее влияние на ЦНС, угнетающее действие на ЦНС обоих препаратов усиливается:637. Так, при применении совместно с транквилизаторами бензодиазепинового ряда флуоксетин может усиливать выраженность психомоторных нарушений; в частности, усиливает седативное действие и двигательную заторможенность при приёме триазолобензодиазепинов (алпразолама, триазолама), а также барбитуратов.
Антибиотики-макролиды (эритромицин, кларитромицин и др.) повышают концентрацию в крови флуоксетина с возможным развитием токсических явлений; кларитромицин в сочетании с флуоксетином способен вызывать психоз. Литий может усиливать и антидепрессивное действие флуоксетина, и токсическое его действие. Триптофан усиливает серотонинергические свойства флуоксетина, поэтому повышенное потребление триптофана, в том числе с пищевыми продуктами, может вызвать усиление ажитации, двигательное беспокойство, нарушения со стороны ЖКТ.
При применении флуоксетина совместно с блокаторами кальциевых каналов (верапамил, нифедипин) отмечались головные боли, отёки, тошнота. При сочетании с диуретиками может развиваться гипонатриемия:636. Флуоксетин в сочетании со статинами может вызывать проявления миозита.
При одновременном применении ЛС, обладающими высокой степенью связывания с белками, возможно повышение концентрации в плазме свободных (несвязанных) ЛС и увеличение риска развития неблагоприятных эффектов. Так, при сочетанном применении флуоксетина и антитромботических средств, флуоксетина и гликозидов наперстянки могут развиваться спутанность сознания, возбуждение, судороги, гипертензия:129.

## Критика
Широкую известность в США получили случаи самоубийства и агрессивного поведения на фоне приёма флуоксетина, а также публикации в СМИ и судебные иски к фармацевтической компании Eli Lilly and Company по этому поводу. В общей сложности против Eli Lilly было подано 70 исков. Во всех случаях утверждалось, что до начала приёма этого препарата пациенты не испытывали тягу к самоубийству. Внутренние документы компании свидетельствуют, что Eli Lilly длительное время скрывала информацию о самоубийствах вследствие приёма прозака при клинических испытаниях и объясняла их передозировкой или проявлением депрессии. Как оказалось, компании ещё с 1978 года было известно, что флуоксетин может вызывать у некоторых пациентов странное возбуждённое состояние, провоцирующее их на самоубийство или убийство. В частности, Eli Lilly исключила 76 из 97 случаев самоубийства у лиц, принимавших прозак, из постмаркетингового наблюдательного исследования, результаты которого были предоставлены в FDA.
К 1999 году FDA получило сообщения о более чем 2000 самоубийств, связанных с флуоксетином, а четверть сообщений чётко указывали на развитие у пациентов ажитации и акатизии, которые также обусловливают повышенный риск самоубийства. В 2006 году ЕМА (Европейское медицинское агентство) объявило, что родители и врачи должны тщательно следить за детьми и подростками, получающими лечение флуоксетином, особенно за их суицидальными наклонностями.
К 2000 году сумма компенсаций в связи с прозаком, которую вынуждена была выплатить Eli Lilly, достигла 50 млн долларов. Судебные иски подавались также в связи с побочными действиями Симбиакса — комбинированного препарата, включающего в себя оланзапин и флуоксетин. По сообщениям некоторых пациентов, принимавших Симбиакс во время беременности, препарат может вызывать такие врождённые дефекты, как расщелина губы и нёба, расщелина позвоночника, анэнцефалия, косолапость.
В книге известного американского психолога Ирвинга Кирша «Новые лекарства императора: Разрушение мифа об антидепрессантах» описаны результаты обзора 42 клинических испытаний 6 антидепрессантов, в том числе 4 антидепрессантов группы СИОЗС — флуоксетина, пароксетина, сертралина и циталопрама. Данные некоторых из этих исследований прежде не публиковались, о результатах их умалчивалось. Проанализировав исследования, Кирш отмечал, что разница между препаратами и плацебо в среднем составляла лишь 1,8 балла по шкале Гамильтона — разница хоть и значимая статистически, но бессмысленная клинически. Согласно данным другого исследования, проведённого Киршем с соавторами (метаанализ 35 клинических испытаний 4 антидепрессантов, включая флуоксетин), разница между антидепрессантами и плацебо достигала клинического значения лишь при очень тяжёлой депрессии. Результаты исследования Кирша вызвали широкий резонанс и обсуждались как в научных журналах, так и в популярных средствах массовой информации.
Датский учёный Петер Гётше, один из основателей «Кокрановского сотрудничества», профессор по разработке клинических исследований и их анализу Копенгагенского университета, автор более 70 статей в пятёрке ведущих медицинских журналов, называет флуоксетин «жутким лекарством» и приводит данные о том, что высшее руководство компании Eli Lilly в конце 1980-х годов хотело первоначально отсрочить его выход и лишь тот факт, что компания тогда находилась в глубоком финансовом кризисе, привёл к выпуску препарата на рынок. По утверждению Гётше, ведомство по регистрации лекарственных средств Германии выдало по результатам оценки флуоксетина такое заключение: «Сравнив пользу и риск, мы пришли к выводу, что препарат совершенно непригоден для лечения депрессии». Для того чтобы добиться одобрения препарата в Швеции (что должно было положительно повлиять на решение FDA относительно прозака), врачей вначале пригласили на неделю на карибский курорт, а затем выплатили взятку в 20 000 долларов. При этом из данных клинических испытаний, приведённых в заявке на регистрацию, исчезли упоминания о летальных побочных эффектах, и первоначальная формулировка «У пятерых испытуемых были галлюцинации, и они пытались покончить с собой, что четверым удалось сделать» была изменена на «У других пятерых испытуемых наблюдались разные эффекты».
Кроме того, Eli Lilly подкупила членов консультативной группы FDA, которая была созвана в 1991 году для рассмотрения данных по флуоксетину. Консультативная группа пришла к выводу, что флуоксетин безопасен, невзирая на вопросы, поднятые специалистом по безопасности Дэвидом Грэмом и некоторыми другими.
Как отмечает Питер Гётше, компания Eli Lilly незаконно продвигала флуоксетин при некоторых неутверждённых показаниях, например при застенчивости, расстройствах пищевого поведения, низкой самооценке. Системное искажение результатов в спонсируемых фармацевтической промышленностью испытаниях флуоксетина очень велико: в прямых сравнительных испытаниях, где прозак был основным предметом исследования и где спонсором выступила компания Eli Lilly, существенно большему числу пациентов становилось от него лучше, чем в испытаниях, в которых прозак был препаратом контрольной группы (использовался для сравнения), а спонсором исследования была иная фармацевтическая монополия.